# Барич (річка)
Барич (пол. Barycz) — річка у Великопольському й Нижньосілезькому воєводствах, що в західній Польщі. Це права притока річки Одра. Річка протікає близько північних кордонів історичних районів Нижня Сілезія та Великопольщі.
Барич за довжиною 139 км та площею басейну 5526 км². Річку оточує територія Ландшафного парку Барич (пол. Park Krajobrazowy Dolina Baryczy), що є важливим резервом водно-болотних угідь. Орла є одною з приток.

## Міста на річці
- Вонсош (Гуровський повіт)
- Жміґруд
- Мілич
- Одолянув